# Labialisierung
Als Labialisierung (auch Lippenrundung oder nur Rundung) bezeichnet man in der Phonetik sowohl den Vorgang der Sekundärartikulation als auch den auf Lippenrundung zurückgehenden Lautwandel (siehe Diachronie). So sind die gerundeten Vorderzungenvokale der neuhochdeutschen Sprache teilweise durch Labialisierung entstanden. Aus dem mittelhochdeutschen Wort leffel wurde Löffel.
In den Sprachen des Kaukasus hat die Labialisierung von Konsonanten eine unterscheidende Funktion.
Im Internationalen Phonetischen Alphabet wird die Labialisierung eines Konsonanten durch ein nachgestelltes hochgestelltes w [⁠ʷ⁠] gekennzeichnet.
Weitere Arten der Sekundärartikulation sind:
Palatalisierung, Velarisierung, Laryngalisierung, Glottalisierung und Pharyngalisierung.